# Torre de Peñalba
La Torre de Peñalba es una montaña de la cordillera Cantábrica ubicada en el macizo central de los Picos de Europa. Tiene 2466 metros de altitud y pertenece al mismo grupo montañoso donde se localizan la Torre de Delgado Úbeda y la Torre de Diego Mella. Este sector se encuentra al oeste de la Torre de La Palanca.

## Toponimia
Esta montaña tomó su nombre del club de montaña Peñalba de León, al cual pertenecía Diego Mella, quien ideó el proyecto para construir el refugio de Collado Jermoso.

## Escalada
Partiendo del pueblo leonés de Portilla de la Reina, se llega hasta el Cabén de Remoña, donde se inicia la subida propiamente dicha. La ascensión a la Torre de Peñalba consiste en una escalada compleja, no siendo posible acceder a pie hasta cumbre.